# سیارک ۴۹۱۷
سیارک ۴۹۱۷ (به انگلیسی: 4917 Yurilvovia، نامگذاری:1973SC6) چهار هزار و نهصد و هفدهمین سیارک کشف شده‌است که در ۲۸ سپتامبر ۱۹۷۳ کشف شد.
قدر مطلق سیارک برابر ۱۲٫۹۰ است.